# Gambatesa
Gambatesa é uma comuna italiana da região do Molise, província de Campobasso, com cerca de 1.735 habitantes. Estende-se por uma área de 42 km², tendo uma densidade populacional de 41 hab/km². Faz fronteira com Celenza Valfortore (FG), Macchia Valfortore, Pietracatella, Riccia, Tufara.

## Demografia
| Variação demográfica do município entre 1861 e 2011                               |
|                                                                                   |
| Fonte: Istituto Nazionale di Statistica (ISTAT) - Elaboração gráfica da Wikipedia |